# 크레이프 고무

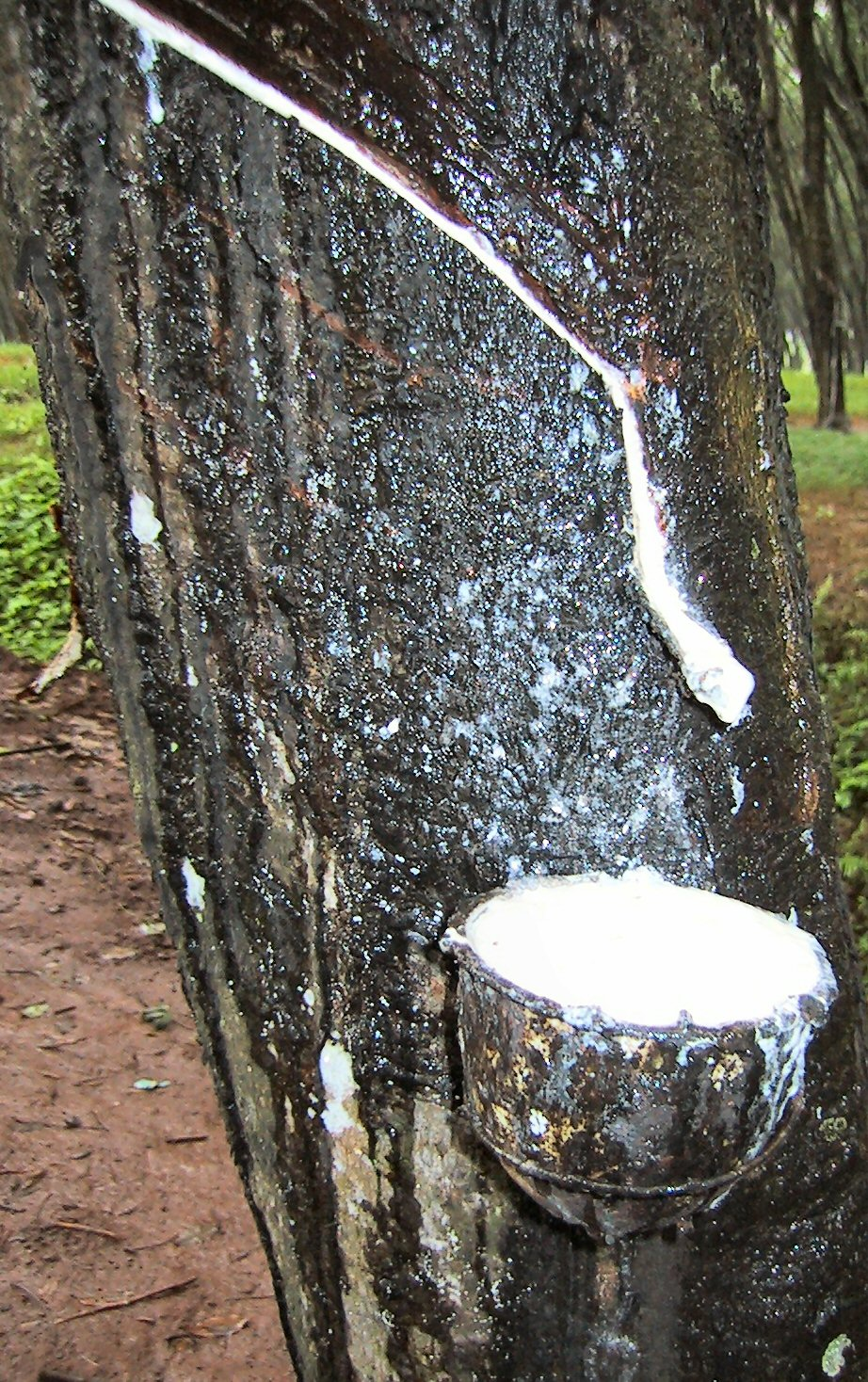
파라고무나무로부터 나온 라텍스

크레이프 고무(Crepe rubber)는 주름진 시트로 펴서 만든 응고된 라텍스로, 일반적으로 신발과 부츠 밑창을 만드는 데 사용되며 추가 가공된 고무 제품의 원료로도 사용된다.

## 가공
라텍스유를 수집한 후 응고를 방지하기 위해 아황산 나트륨(Na2SO3) 또는 암모니아를 첨가한다.
라텍스가 공장에 도착하면 아황산 수소 나트륨(NaHSO3) 또는 메타중아황산나트륨(Na2S2O3)을 첨가하여 효소 반응과 변색을 방지한다.
파라톨루엔티오펜산나트륨(방향족 메르캅탄)은 종종 표백제로 첨가된다.
그런 다음 콜로이드 라텍스를 폼산과 혼합하여 응고시킨다. 응고물은 응고물을 분쇄하고, 누르고, 굴리는 일련의 기계인 "크레이핑 배터리"에서 처리된다. 그런 다음 시트를 가열된 건조 창고에 걸고 건조 후 등급별로 분류하고 배송을 위해 포장한다.